# NGC 871
NGC 871 (również PGC 8722 lub UGC 1759) – galaktyka spiralna z poprzeczką (SBc), znajdująca się w gwiazdozbiorze Barana. Odkrył ją William Herschel 14 października 1784 roku.